# Villa Erba
Villa Erba es una histórica residencia del lago de Como en Italia.

## Historia
El palacio fue construido entre el 1898 y el 1901 según el proyecto de los arquitectos Angelo Savoldi y Giovan Battista Borsani.
Los herederos de los dueños vendieron la propietad en 1986 a un consorcio público que transformó la casona en un centro de congresos.

## Descripción
La villa presenta uno estilo ecléctico de inspiración neorrenacentista.